# Chiesa di San Pietro (Leida)
La chiesa di San Pietro (Pieterskerk in lingua olandese) è un'ex chiesa protestante, in precedenza cattolica, in stile tardo gotico situata nel centro storico di Leida, nell'Olanda Meridionale. È nota soprattutto per la sua associazione con i Padri Pellegrini durante il loro esilio in Olanda prima del viaggio della Mayflower, ospitando la tomba (assieme a quelle di altre figure importanti della società olandese) del pastore John Robinson. Dalle chiavi di San Pietro deriva lo stemma della città.

## Storia

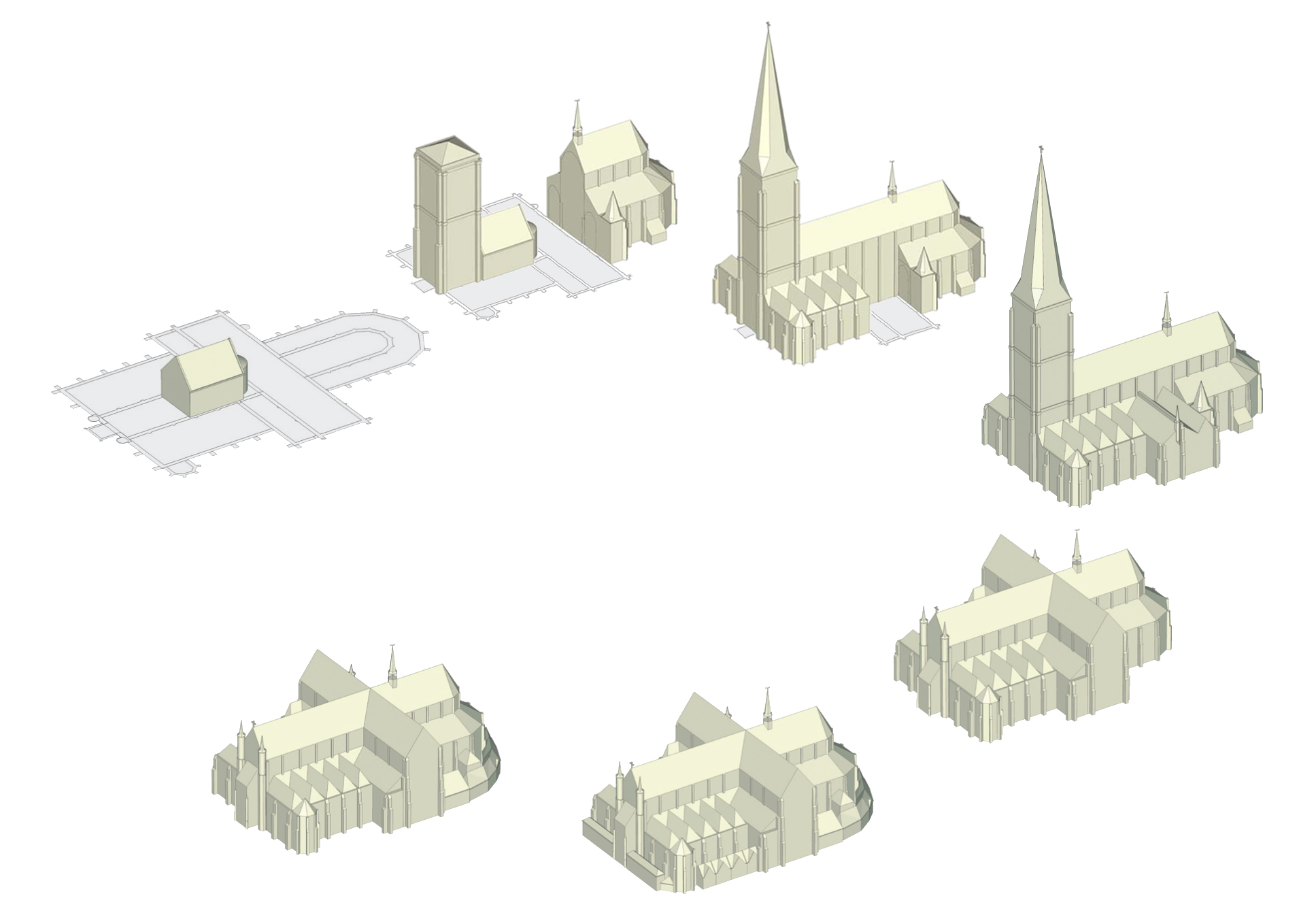
Evoluzione della Pieterskerk nel tempo

Intorno al 1100 il sito ospitava una cappella associata ai conti d'Olanda, ricostruita nel 1121, quando fu consacrata ai Santi Pietro e Paolo da Godebald, vescovo di Utrecht, stando al resoconto di J. J. Orlers. Dopo che Floris V spostò la sede dei conti a l'Aia, l'edificio divenne chiesa parrocchiale, il cui parroco veniva nominato (grazie a un privilegio concesso da Floris) dall'Ordine Teutonico.
Con la crescita della città si rese necessario un edificio di dimensioni maggiori, che nel 1350 fu dotato di un campanile alto 70 metri, con un'ulteriore guglia lignea che la portava a superare nel complesso i cento metri.
La costruzione dell'attuale edificio iniziò nel 1390, impiegando circa 180 anni per essere completata. Nella notte fra il 4 e 5 marzo 1512 la chiesa fu funestata dal crollo della torre campanaria, che non fu più ricostruita.
Nella seconda metà del XVI secolo la chiesa fu coinvolta nelle dispute religiose legate alla Riforma protestante: nell'agosto 1566 fu oggetto di azioni iconoclaste nel contesto dell'ondata di distruzione nota come Beeldenstorm, con il Giudizio Universale di Luca da Leida che fu salvato all'ultimo momento (attualmente conservato presso lo Stedelijk Museum De Lakenhal). A partire dal 1572 Leida passò definitivamente al protestantesimo, con la chiesa di San Pietro che divenne quindi un luogo di culto calvinista.
L'edificio subì danni rilevanti nel 1807 (durante le guerre napoleoniche) a causa della disastrosa esplosione di una nave carica di polvere da sparo, che devastò buona parte della città. In particolare le vetrate, già danneggiate nel 1566, furono completamente distrutte, e furono ricostruite solo a partire dal 1880.
A seguito del declino della pratica religiosa nei Paesi Bassi, nel 1971 la chiesa fu sconsacrata, e dal 1976 la proprietà fu trasferita a una fondazione: sottoposta a numerosi restauri, attualmente viene usata per ospitare eventi di vario tipo.

## Sepolture
Prima del 1811 numerosi personaggi rilevanti di Leida (fra cui molti professori dell'Università) furono sepolti nella Pieterskerk, fra i quali:
- Jan Steen (1626-1679), pittore
- Jacob Arminio (1560-1603), teologo
- Willebrord Snel (1580-1626), scienziato
- Herman Boerhaave (1668-1738), scienziato
- Rembert Dodoens (1517-1585), scienziato
- John Robinson (1576-1625), religioso
- Carolus Clusius (1526-1609), scienziato
- Erpenius (1584-1624), letterato
- Johannes Cocceius (1603-1669), teologo e letterato
- Filips van Marnix (1538-1598), politico e scrittore
- Giuseppe Giusto Scaligero (1540-1609), umanista

## Galleria d'immagini

L'edificio prima del 1512
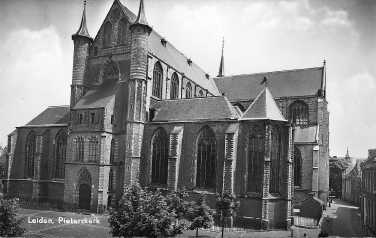
Vecchia cartolina rappresentante la chiesa
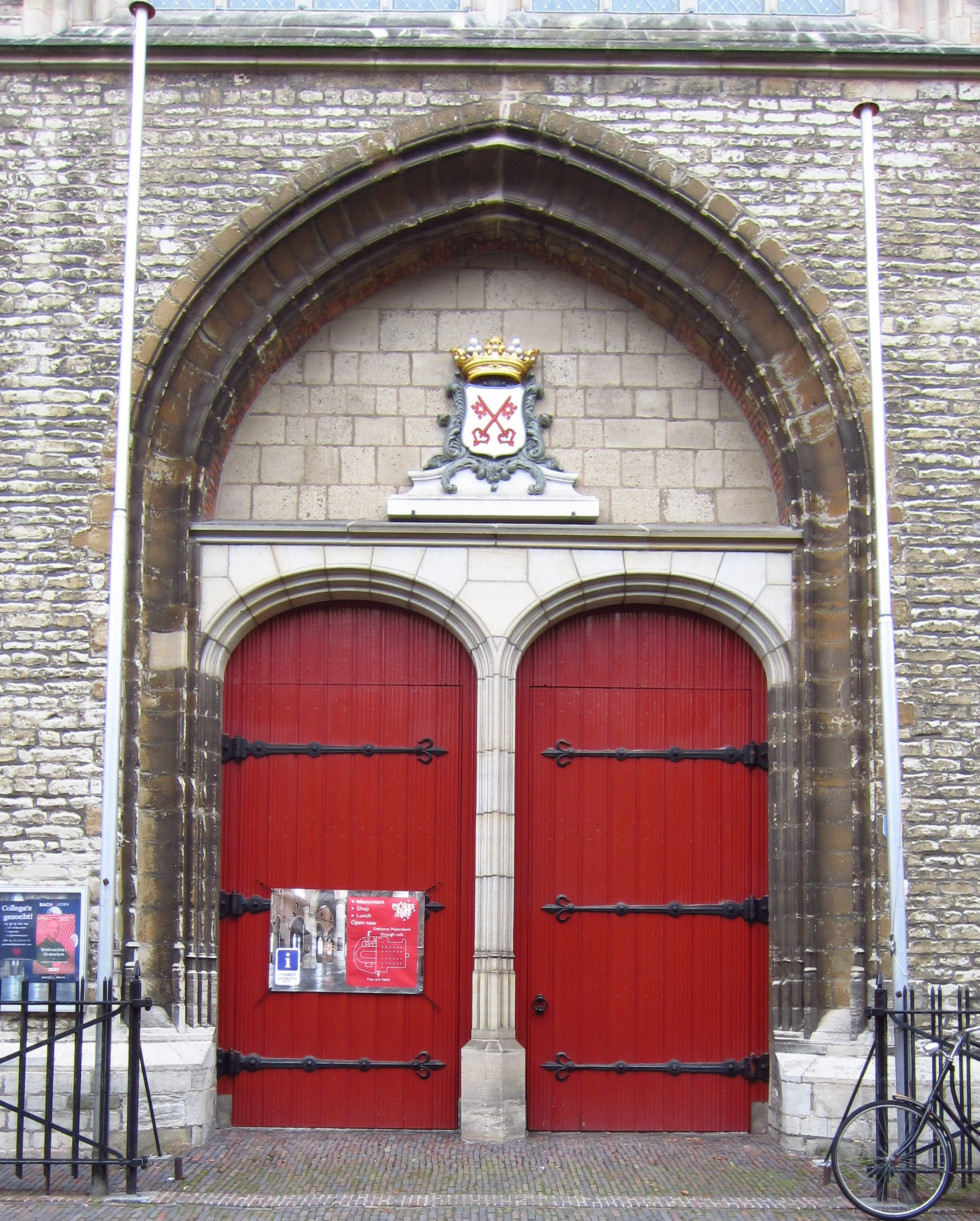
Portale d'ingresso settentrionale, con in evidenza lo stemma della città, costituito proprio dalle chiavi di San Pietro.
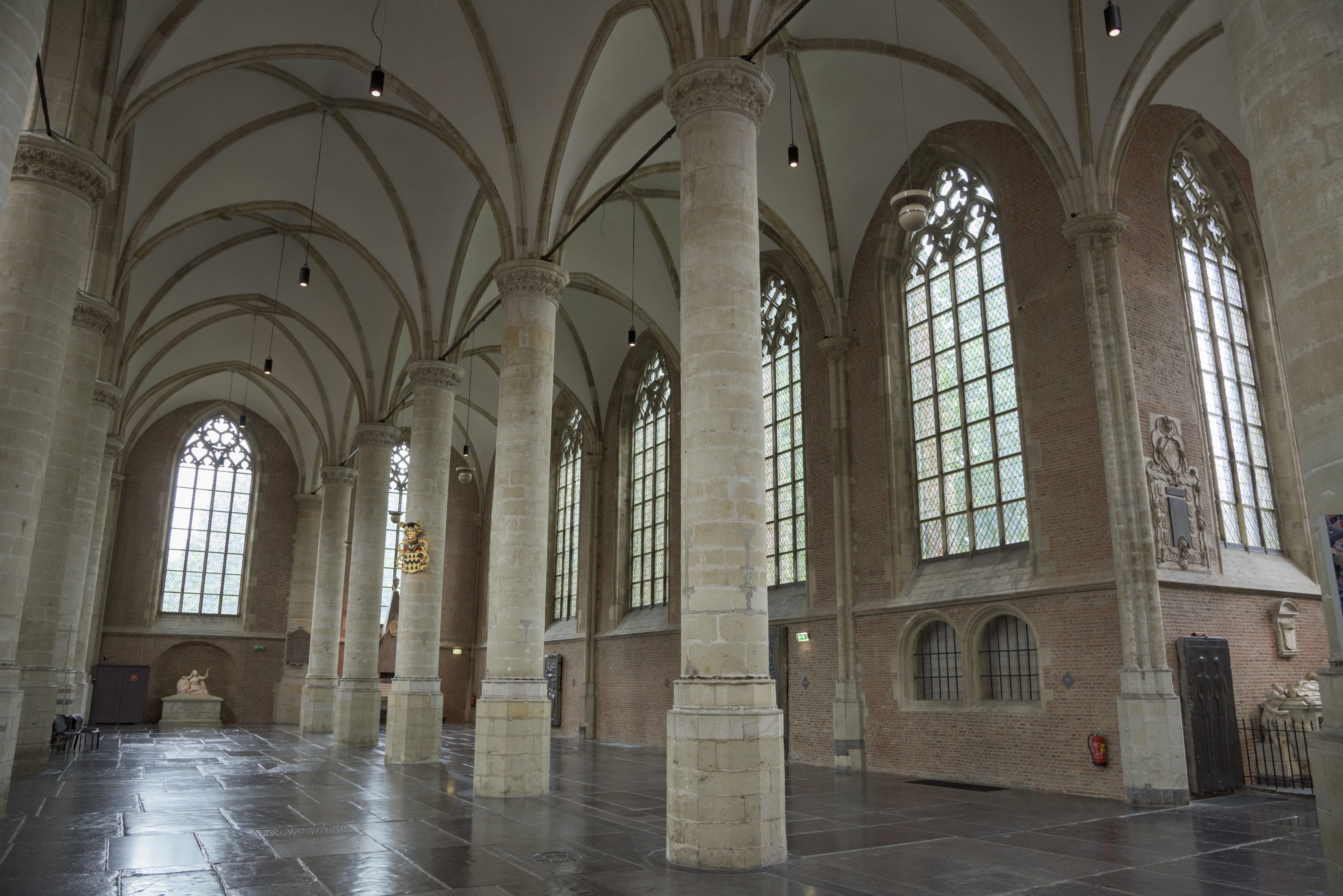
Interno della chiesa
Organo a canne realizzato dai fratelli Van Hagerbeer, risalente al 1643
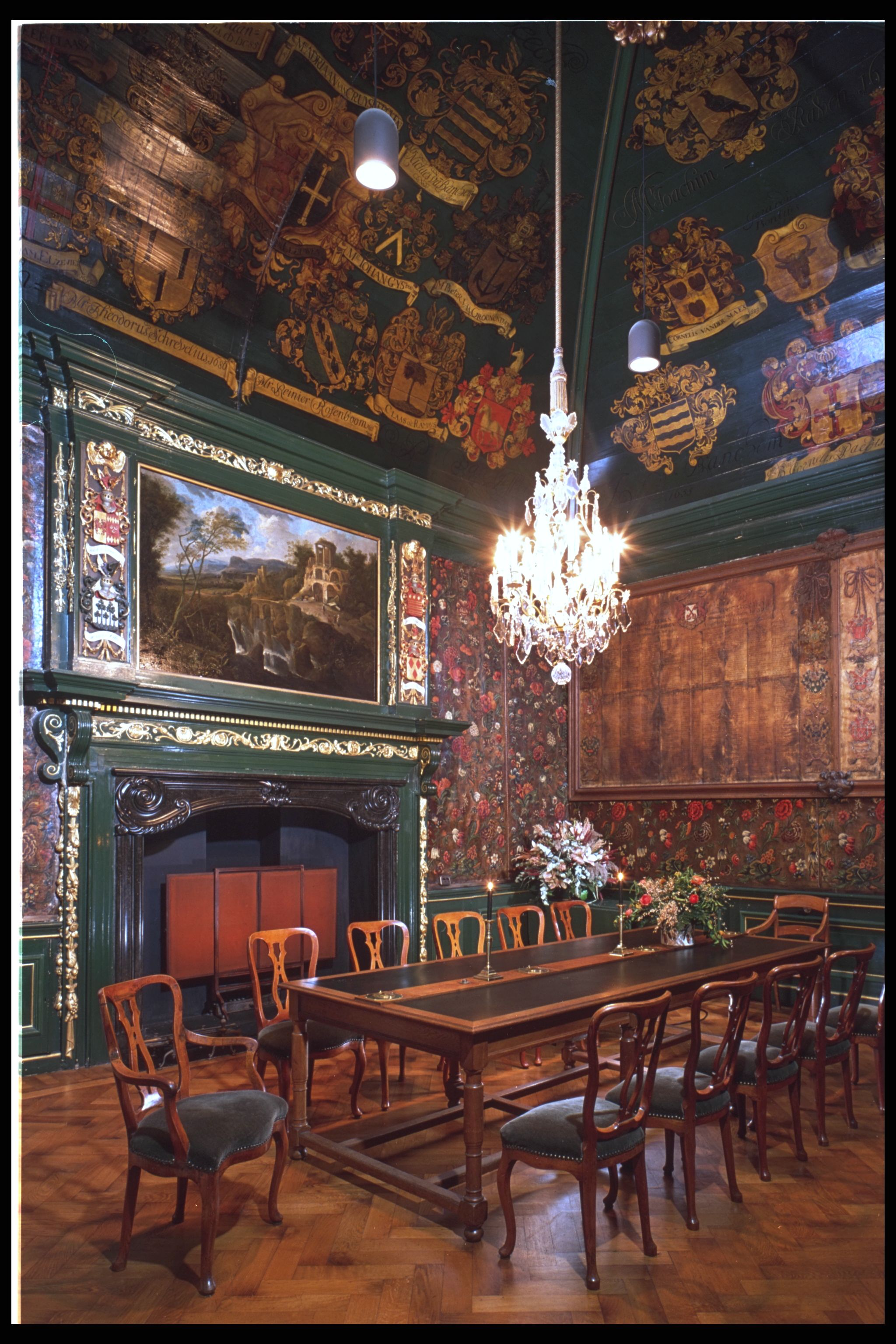
Sala degli amministratori della chiesa